# Eulophia streptopetala
Eulophia streptopetala là một loài lan phân bố từ Eritrea đến Nam Phi và ở Yemen.

## Hình ảnh

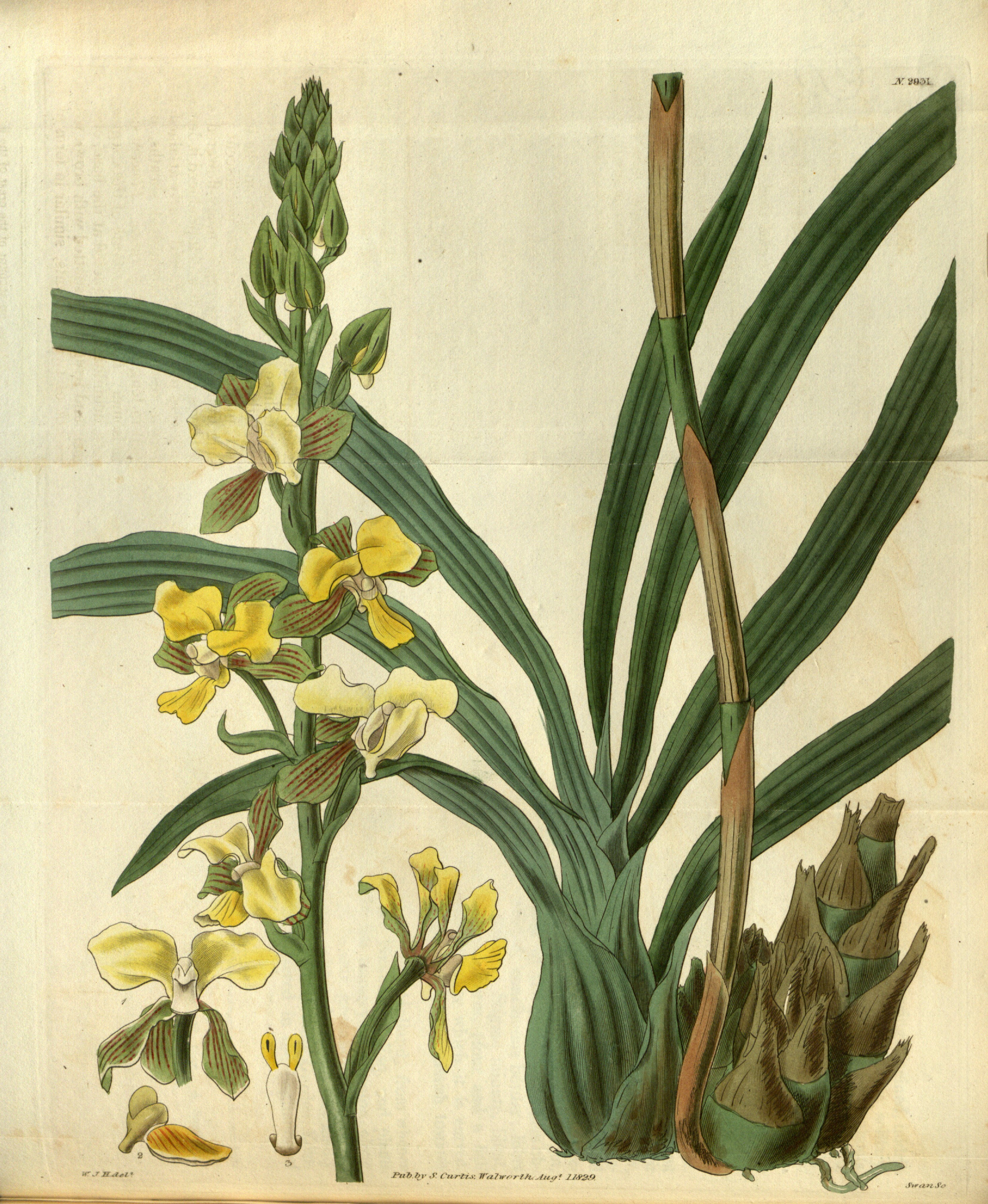
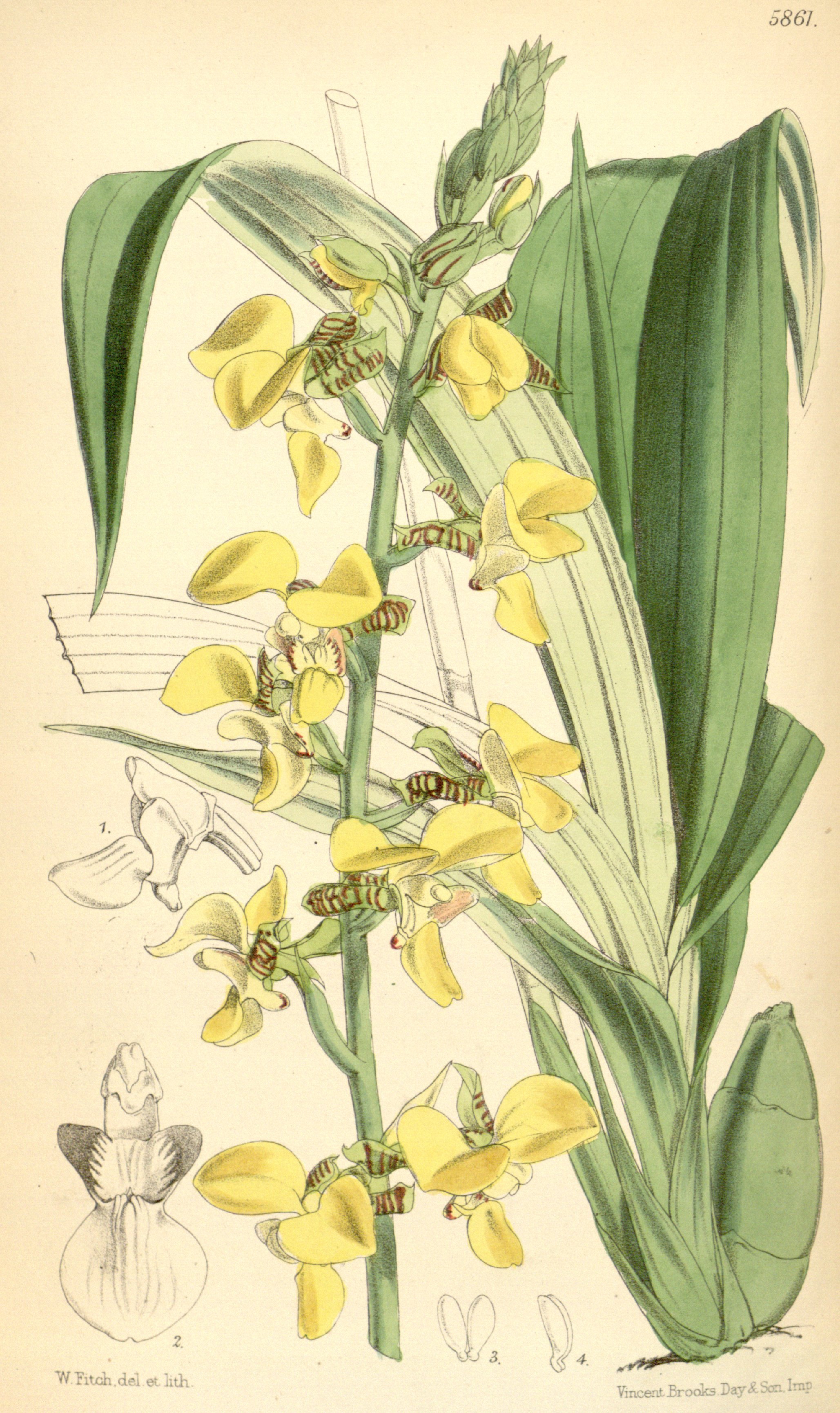
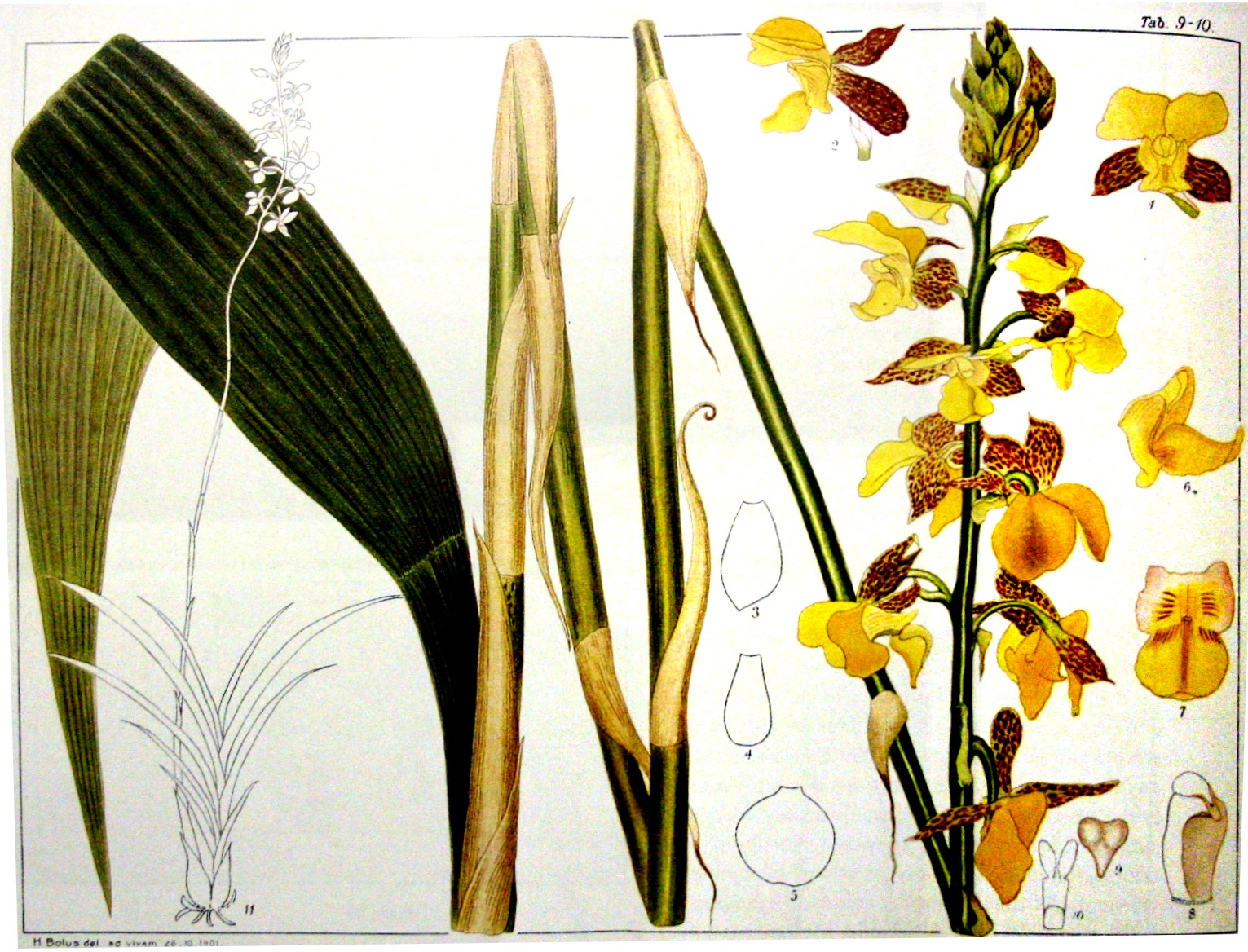